# Controcanale
Controcanale è un varietà televisivo andato in onda dal 16 novembre 1960 con la regia di Vito Molinari, condotto da Corrado. Gli autori erano Guglielmo Zucconi, Italo Terzoli e Bernardino Zapponi. Soubrette della trasmissione era Abbe Lane; a lei successivamente subentrò Caterina Valente. L'orchestra era diretta da Xavier Cugat.
In apertura di una puntata della trasmissione, Corrado pronunciò una battuta, parodiando il primo articolo della Costituzione italiana: "L'Italia è una Repubblica fondata sulle cambiali". A seguito di questa frase, definita «infelice» dall'allora ministro delle Poste e Telecomunicazioni Lorenzo Spallino, fu aperta un'interpellanza parlamentare, che ebbe la sola conseguenza della sospensione momentanea del programma, poi ripreso regolarmente. A difendere Corrado scese in campo anche Indro Montanelli.